# Guillermo Endara Galimany
Guillermo Endara Galimany, né le 12 mai 1936 à Panama et mort le 28 septembre 2009 dans la même ville, est un avocat et un homme d'État panaméen, président de la république du Panama de 1989 à 1994.

## Biographie
Né dans une famille d'origine équatorienne du côté paternel et catalane du côté maternel, il grandit à Panama, puis à Buenos Aires, où sa famille se réfugie après le coup d'État de 1941. Il étudie ensuite au Black-Foxe Military Institute, une école privée de Hollywood (Californie).

### Partido Panameñista
De retour au Panama, il fait partie des fondateurs du Partido Panameñista (PaPa). Lors des élections de 1964, qui conduisent au pouvoir le libéral Marco Aurelio Robles, il est élu député suppléant, mais demande et obtient l'annulation de son élection pour protester contre les fraudes dont avaient été l'objet d'autres candidats du PaPa.
En 1968, le PaPa remporte les élections et Endara est nommé directeur général de la Planification et de la Politique économique, mais un coup d'État renverse le nouveau président, Arnulfo Arias, dix jours plus tard. Recherché par les militaires, Endara entre en clandestinité. Pendant une dizaine d'années, il se cache dans la région du canal de Panama, puis s'exile au Guatemala et enfin à Miami.
Après l'invasion du Panama par les États-Unis, il rentre au Panama et devient sous-secrétaire général du PaPa (1979). Mené par Arnulfo Arias, le parti participe aux élections de 1984, les premières élections libres depuis 16 ans, au sein de la coalition Alianza Democrática de Oposición (ADO), mais c'est Nicolás Ardito Barletta, le candidat du pouvoir, qui est élu. 

### Président
En mai 1989, à la tête d'une grande coalition d'opposition, Endara remporte les élections suivantes avec 62,5 % des voix, mais le général Manuel Noriega conteste son élection et demeure au pouvoir par la force. En décembre, l'armée américaine envahit le Panama et dépose Noriega. Endara devient président de la République le 20 décembre 1989. 
Pendant son mandat, il rétablit l'économie du pays, relève les institutions démocratiques et conduit une réforme constitutionnelle qui mène à la création de l'Autorité du canal de Panama et à celle de l'Autorité de la région interocéanique.
En 1994, il ne se représente pas et c'est le candidat du PRD, Ernesto Pérez-Balladares, qui l'emporte. Il se présente à nouveau aux élections de 2004 pour le Parti solidarité, mais il est battu par Martín Torrijos.
Il est considéré comme le père de la démocratie au Panama,.